# Peristylus coeloceras
Peristylus coeloceras är en orkidéart som beskrevs av Achille Eugène Finet. Peristylus coeloceras ingår i släktet Peristylus och familjen orkidéer. Inga underarter finns listade i Catalogue of Life.